# Zorotypus ceylonicus
Zorotypus ceylonicus är en jordlusart som beskrevs av Filippo Silvestri 1913. Zorotypus ceylonicus ingår i släktet Zorotypus och familjen Zorotypidae. Inga underarter finns listade i Catalogue of Life.